# Années 1910 av. J.-C.
Les années 1910 av. J.-C. couvrent les années de 1919 av. J.-C. à 1910 av. J.-C.

## Évènements
- 1916 av. J.-C. : début du règne d'Ebarat roi d’Anshan et de Suse de la dynastie Sukkalmah[1].